# ライブシアター栗橋
ライブシアター栗橋（ライブシアターくりはし）は、かつて埼玉県久喜市栗橋東6-20-3にあったストリップ劇場。2024年（令和6年）の閉館時点で、日本最北端にあるストリップ劇場だった。旧称は栗橋大一劇場（くりはしだいいちげきじょう）。

## 歴史

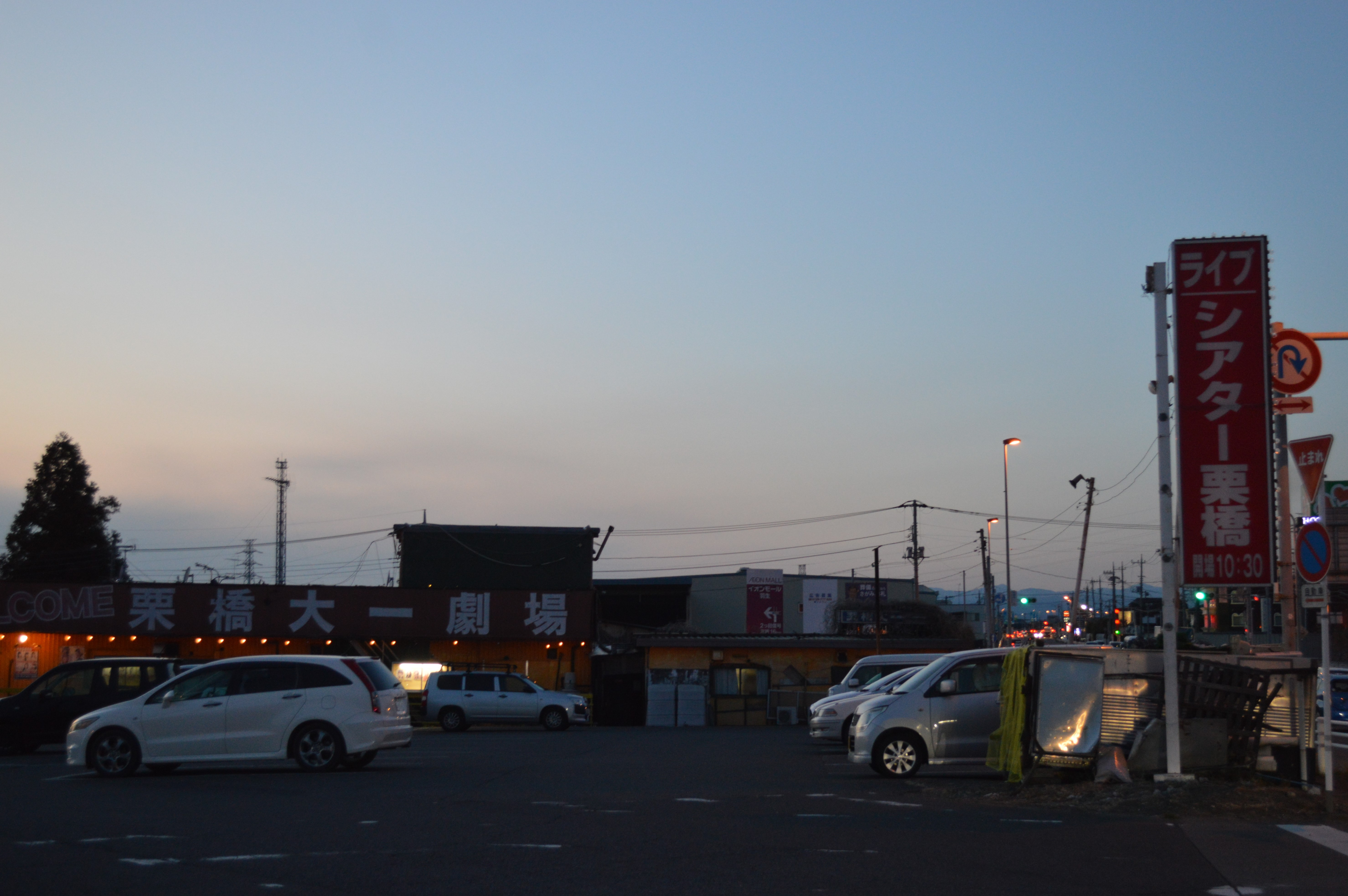
建物と駐車場

前身である栗橋大一劇場は昭和50年代に開業。もともとはドライブイン・レストランとして営業していたが、当時のオーナーがストリップ劇場に改装した。
2008年（平成20年）11月17日に警察の摘発を受け、経営者や従業員らが公然わいせつ罪の疑いで逮捕された。2009年（平成21年）2月16日から同年10月15日まで休館していたが、照明器具などが郡山ミュージック劇場から移され、同年10月16日に郡山からの従業員ともども新体制で営業を再開した。
北葛飾郡栗橋町が合併によって久喜市となったのを期に、2010年（平成22年）3月1日に栗橋大一劇場からライブシアター栗橋に改称した。
2012年（平成24年）6月19日には埼玉県警察などの摘発を受け、6月29日には実質的経営者である林企画の代表が公然わいせつ罪の疑いで逮捕された。踊り子に陰部を露出させるなどわいせつな行為をさせた疑い。同年9月21日には営業停止処分を受けて休館に入ったが、2013年（平成25年）5月21日に営業を再開した。
2015年（平成27年）9月には翌年5月末の完全閉館を発表したが、2016年（平成28年）1月には閉館を撤回し、同年6月11日にリニューアルオープンした。2019年（平成31年）4月30日と5月1日には、天皇退位と新天皇即位の儀に配慮して休館した。
2024年8月20日をもって閉館。閉館の理由はコロナ禍による影響や従業員の高齢化、建物の老朽化がありながらも風営法に伴う規制により改装が容易に出来ないという事情によるもの。半世紀近くの歴史に幕を下ろした。

## 公演
開場時間は10時30分、開演時間は12時00分、終演予定時間は22時10分。
客席数は55席で、ステージと回転盆の間は花道はなく、階段状に上る造りとなっている。
ロック座、道頓堀劇場、TSミュージック、東洋ショー劇場、DXグループ、まさご座、晃生ショー劇場など全国多数の劇場とのパイプがある。
SHOW-UP大宮劇場→郡山ミュージック劇場を拠点にしていた林企画所属の踊り子はライブシアター栗橋を拠点としている。

## 入場料金
2016年（平成28年）7月5日時点の通常興行時の入場料金。特別興行および素人興行時は変更となる。
一般料金で入場する際は割引券等が使用可能となっている。また、早朝料金、一般料金、回数券での入場時にはスタンプカードへの捺印が行われる（10回捺印で1回分の入場無料券となる）。
- 一般料金（12時00分～19時00分） : 5000円
- 早朝割引（10時30分～12時00分） : 4000円
- 夜間割引（19時00分～終演） : 3500円
- 東北割引（青森・岩手・宮城・秋田・山形・福島の各県から来場）：終日3500円（住所等を証明できる書類提示要）
- シニア割引（65歳以上） : 終日3500円（身分証提示要）
- 学生割引 : 終日3500円（学生証提示要）
- 20歳代割引 : 終日3500円（身分証提示要）
- 女性割引 : 終日2000円
- カップル割引 : 終日2名で6000円（撮影券1枚 + ドリンク付き）
- 回数券 : 22000円（6枚綴り・有効期限2ヶ月）

## 主な所属ストリッパー
- 御幸奈々
- 美樹うらら
- 永瀬ゆら
- 黒井ひとみ
- 蟹江りん
- 浅井ひなみ
- ハニートラップ

いずれも林企画所属。

## 交通アクセス
公共交通機関
- JR宇都宮線栗橋駅よりタクシーで約5分、または徒歩で約30分
- 東武日光線南栗橋駅よりタクシーで約5分、または徒歩で約20分
  - 11時30分から20時の間は栗橋駅と南栗橋駅より無料送迎を実施している
  - 帰りの送迎については、各回フィナーレ終了後、各踊り子のステージ終了後、終演後に、栗橋駅と南栗橋駅に対して実施されている。

車
- 国道4号沿線にあり40台以上が駐車できる大型駐車場がある。満車の場合は劇場外に駐車スペースあり。